# Imperata
Imperata is een geslacht uit de grassenfamilie (Poaceae). De soorten van dit geslacht komen voor in subtropische en tropische gebieden.

## Soorten
Van het geslacht zijn de volgende soorten bekend: 
- Imperata brasiliensis Trin.
- Imperata brevifolia Vasey
- Imperata cheesemanii Hack.
- Imperata condensata Steud.
- Imperata conferta (J.Presl) Ohwi
- Imperata contracta Hitchc.
- Imperata cylindrica (L.) Raeusch.
- Imperata flavida S.M.Phillips & S.L.Chen
- Imperata minutiflora Hack.
- Imperata parodii Acev.-Rodr.
- Imperata tenuis Hack.